# Ilie Datcu
Ilie Datcu (n. 20 iulie 1937, București, România) este un fost fotbalist român, care a jucat ca portar în echipa națională de fotbal a României în perioada 1963 - 1967.
Ilie Datcu a jucat la următoarele cluburi:
- Constructorul București (1950-1954)
- Metalul Câmpina (1955)
- Progresul București (1956)
- Pompierul București (1958-1959)
- Dinamo Obor București (1959-1961)
- Dinamo București (1961-1969)
- Fenerbahçe (1969-1975).

Din 1976, Ilie Datcu a fost antrenorul echipei Fenerbahçe din Istanbul. 
Ilie Datcu a devenit cetățean turc din 1978 cu numele de İlyas Datça. 
Una din contribuțiile cele nmai importante ale lui Ilie Datcu a fost descoperirea celebrului portar turc Rüștü Reçber.
A fost membru al clubului sportiv „Dinamo București” al Ministerului Afacerilor Interne și a avut gradul de locotenent major (în 1968).

## Distincții
- Ordinul „Meritul Sportiv” clasa a III-a (8 mai 1968) „pentru contribuția deosebită adusă la dezvoltarea mișcării de cultură fizică și sport și pentru merite deosebite în activitatea sportivă de performanță, cu prilejul împlinirii a 20 de ani de la înființarea Clubului sportiv «Dinamo»-București al Ministerului Afacerilor Interne”[4]

## Legături externe
- Ilie Datcu la romaniansoccer.ro
- Ilie Datcu pe site-ul FIFA (arhivat)
- Ilie Datcu pe site-ul National-Football-Teams.com
- en Ilie Datcu la Olympedia.org